# Loïc Vliegen
Loïc Vliegen (ur. 20 grudnia 1993 w Rocourt) – belgijski kolarz szosowy.

## Osiągnięcia
Opracowano na podstawie:

2011
- 3. miejsce w mistrzostwach Europy juniorów (start wspólny)

2014
- 2. miejsce w Flèche Ardennaise
- 2. miejsce w Internationale Wielertrofee Jong Maar Moedig

2015
- 2. miejsce w Tour de Bretagne
  - 1. miejsce w klasyfikacji młodzieżowej
  - 1. miejsce na 7. etapie
- 1. miejsce w Flèche Ardennaise
- 2. miejsce w Grand Prix Priessnitz spa
  - 1. miejsce na 3. etapie
- 1. miejsce na 3. etapie Tour de Savoie Mont-Blanc

2016
- 1. miejsce w klasyfikacji górskiej Driedaagse Brugge-De Panne

2017
- 1. miejsce na 1. etapie Vuelta a España (jazda drużynowa na czas)

2019
- 1. miejsce w Tour de Wallonie
  - 1. miejsce na 2. etapie

2020
- 1. miejsce w Tour du Doubs

2022
- 3. miejsce w Clásica Jaén Paraiso Interior
- 3. miejsce w Volta Limburg Classic
- 2. miejsce w Tour de Wallonie

## Rankingi
| Rok             | 2012 | 2013 | 2014 | 2015 | 2016 | 2017 | 2018 | 2019 | 2020 | 2021  | 2022 | 2023 |
| --------------- | ---- | ---- | ---- | ---- | ---- | ---- | ---- | ---- | ---- | ----- | ---- | ---- |
| UCI World Tour  |      |      |      | -    | 175. | 209. | -    |      |      |       |      |      |
| World Ranking   |      |      |      |      | 227. | 384. | 632. | 179. | 137. | 1075. | 135. | 637. |
| UCI Europe Tour | 593. | 643. | 115. |      | 241. | 388. | 879. | 146. | 113. | 797.  | 112. | -    |
| UCI Asia Tour   | -    | -    | -    |      | 613. | 429. | 97.  |      |      |       |      |      |
|                 |      |      |      |      |      |      |      |      |      |       |      |      |
| Źródło: UCI     |      |      |      |      |      |      |      |      |      |       |      |      |